# Sabatia macrophylla
Sabatia macrophylla är en gentianaväxtart som beskrevs av William Jackson Hooker. Sabatia macrophylla ingår i släktet Sabatia och familjen gentianaväxter. Utöver nominatformen finns också underarten S. m. recurvans.